# Ensecret
L'ensecret ou ensecrètement est la technique permettant de relier une marionnette à fils à son contrôle, ou croix d'attelle, par des fils en équilibrant le fantoche afin qu'il se déplace harmonieusement.

## Origine
La plupart des marionnettistes fabriquent eux-mêmes leurs marionnettes, et chacun possède ses propres savoir-faire. Ceux-ci sont jalousement gardés, et en particulier le contrôle de la marionnette à fils, contrôle qui peut être de différentes sortes, suivant le pays et les habitudes du marionnettiste. Ainsi, les liens de la marionnette à son contrôle, et le contrôle lui-même restent-ils la plupart du temps secrets de fabrication. Dans les théâtres de marionnette, les croix sont souvent recouvertes à chaque fin de représentation afin de préserver la confidentialité. Marcel Temporal raconte ainsi que les marionnettistes refusaient de traverser les plateaux des confrères si les croix de contrôle n'étaient pas couvertes, afin de ne pas trahir le secret. Il est d'usage de dire qu'un marionnettiste à fils ensecrète sa marionnette. Dès lors, quand il donne ou vend sa marionnette, il peut la désensecréter pour éviter de révéler le secret d'assemblage.

## Fonctionnement
L'ensecrètement requiert que la marionnette soit suspendue de façon provisoire pour apprécier les distances entre les pieds de la marionnette et le contrôle qui la maintient après assemblage. Les premiers fils sont d'abord liés à la marionnette, puis au contrôle qui finit par régir la poupée de façon équilibrée. Après attachement, la suspension provisoire peut donc être supprimée. Les derniers fils seront placés en fonction des mouvements que l'artiste souhaite intégrer à sa marionnette.
dans son Paris Anecdote Alexandre Privat d'Anglemont nous raconte  " le véritable magicien de ce monde [des marionnettes], celui qui ensecrète les bouisbouis. Ensecréter un bouisbouis consiste à lui attacher tous les fils qui doivent servir à le faire mouvoir sur le théâtre : c'est ce qui doit compléter l'illusion. Il faut une certaine science pour bien ensecréter, car celui qui est chargé de faire danser la marionnette doit ne jamais pouvoir se tromper et ne prendre jamais un fil pour un autre, faire remuer un bras pour une jambe ; la disposition de l'ensecrètement doit être telle qu'en voyant les fils détachés, celui qui a l'habitude de ces exercices doit dire : " Celui-ci sert aux bras, celui-là aux jambes." in Paris Anecdote Les industries inconnues Ch. III .